# ENGLISH BEST
『ENGLISH BEST』（イングリッシュベスト）は、日本のポップ・ロックバンドMONKEY MAJIKが、2012年12月5日に発売した英語版ベストアルバム。

## 概要
- 2012年6月3日に行われた「MONKEY MAJIK JAPAN TOUR 2012」大阪公演終了後の打ち上げ時にメンバーがTwitter上に投稿したツイートがきっかけとなり、リリースが決定した[1]。
- 日本語詞を含む楽曲は全編英語詞に書き換えられ、一部の楽曲では音のミックスも変更されている。またジャケット上では、日本語の曲名はローマ字表記になっている。
- 選曲はFacebook上で行われたファン投票を参考に決定された。
- LIVE映像付き限定盤（CD+Blu-ray、CD+DVD）[2]、通常盤（CDのみ）の3形態で発売。Blu-rayの映像作品は今作が初。
- 11月7日に発売予定だったが、同時発売の「A Christmas Song」の小田和正とのコラボレーションが決定したため、その制作の都合で12月5日に延期された。

## 収録曲

### CD
1. Headlight
2. Together
3. 空はまるで
4. 虹色の魚
5. Change
6. U.F.O
7. Black Hole
8. HERO
9. アイシテル
10. 魔法の言葉
11. Around The World
12. Pretty People
13. The Man You Were
14. goin' places
15. Fall Back
16. MONSTER
17. Everything is going to be alright
18. fly
19. Open Happiness

### Blu-ray&DVD[3]
1. Apology Accepted
2. delayed
3. Around The World
4. Livin' in the sun
5. RAIN
6. 魔法の言葉
7. HERO
8. Headlight
9. U.F.O